# Stereospecificiteit
In de chemie duidt stereospecificiteit een stereochemische eigenschap van een reactiemechanisme aan, waarbij verschillende stereoisomere producten gevormd worden uitgaande van verschillende stereoisomere uitgangsstoffen of waarbij slechts één (of een beperkt aantal) van de stereoisomeren reageert.
Het verwante begrip, stereoselectiviteit, beschrijft de eigenschap van een (mengsel van) reactanten om via een in principe niet-stereospecifiek reactiemechanisme, maar onder invloed van andere factoren (bijvoorbeeld sterische hindering) aanleiding geeft tot een bepaald sterische voorkeur in het gevormde product. Het leidt dus niet - in tegenstelling tot stereospecificiteit - tot één welbepaald isomeer product, maar tot een mengsel van enantiomeren, waarvan de bevoordeligste geometrie het meest gevormd wordt.
Een stereospecifiek mechanisme bepaalt de stereochemische uitkomst voor een gegeven reactant. Met een gegeven stereochemisch uitgangsstof zal een stereospecifieke reactie steeds aanleiding geven tot 100% van een bepaald stereoisomeer, hoewel verlies van stereochemische zuiverheid altijd kan optreden door concurrerende reactiepaden met een andere (of geen) stereospecificiteit.
De term stereospecifieke reactie kan aanleiding geven tot verwarring, omdat de term reactie zelf zowel kan slaan op een tot een mechanisme beperkte omzetting (bijvoorbeeld de diels-alderreactie), die stereospecifiek is, of het resultaat van een aantal concurrerende reacties met verschillende mechanismen, waarvan sommige wel en anderen niet stereospecifiek zijn.
De term chirale synthese wordt gebruikt voor de stereospecifieke omzetting van bestaande stereochemisch belangrijke centra en voor de gecontroleerde introuctie van nieuwe centra.

## Voorbeelden

### Nucleofiele substitutie
Nucleofiele substitutie aan sp3-gehybridiseerde centra kunnen verlopen via het stereospecifieke SN2-mechanisme, waarbij ook inversie van de configuratie rond het koolstofatoom optreedt, of via het niet-specifieke SN1-mechanisme. In het laatste geval kan een kleine voorkeur voor inversie aanwezig zijn, afhankelijk van de reactanten en de reactieomstandigheden. Over die laatste factoren zegt het reactiemechanisme echter niets. Langs welke route (reactiemechanisme) een bepaalde combinatie van reactanten en reactieomstandigheden zal reageren hangt onder andere af van sterische factoren (de benaderbaarheid van het reactiecentrum), het gebruikte nucleofiel, het oplosmiddel of de temperatuur. Zo reageren tertiaire centra bijna uitsluitend via het SN1-mechanisme (omdat een stabiel carbokation kan gevormd worden), terwijl primaire centra (behalve neopentyl) vrijwel exclusief via het SN2 mechanisme reageren. Als een nucleofiele substitutie aanleiding geeft tot een incomplete inversie, dan is dit bijna altijd te wijten aan de concurrentie tussen de twee reactiemechanismen zoals dit optreedt bij secundaire reactiecentra. Een uitzondering vormt de dubbele inversie die optreedt als een jodide optreedt als nucleofiel.

### Carbeenadditie
De additie van carbenen is stereospecifiek: de stereochemie van het alkeen blijft behouden. Zo zullen dibroomcarbeen en cis-2-buteen steeds aanleiding geven tot 1,1-dibroom-cis-2,3-dimethylcyclopropaan, terwijl het trans-isomeer uitsluitend het trans-cyclopropaan levert.
Ook als de uitgangsstof stereochemisch niet zuiver is (een mengsel van de cis- en de trans-vorm) blijft de reactie stereospecifiek, omdat de verhouding waarin de twee vormen voorkomen in de uitgangsstof ook in het product gehandhaafd blijft.

### Pericyclische reacties
De disrotatieve ring-sluitingreactie van geconjugeerde triënen is stereospecifiek: verschillende isomeren van de uitgangsstof geven verschillende producten. Zo zal trans,cis,trans-2,4,6-octatrieen uitsluitend aanleiding geven tot cis-dimethylcyclohexadieen, terwijl het trans,cis,cis-isomeer tot trans-dimethylcyclohexadieen voert. De trans,trans,trans-verbinding reageert zelf niet op deze manier.